# B6 (Jamaica)
De B6 is een weg op Jamaica. De weg loopt vanaf Shooters Hill, ten noorden van Mandeville, naar Montpelier, ten zuiden van Montego Bay. De B6 doorkruist het heuvelachtige gebied van Midden-Jamaica. Tussen YS en Mandeville biedt de A2 een snellere verbinding. De weg is ca. 81,6 km lang.
T1 · T2 · T3
A1 · A2 · A3 · A4
B1 · B2 · B3 · B4 · B5 · B6 · B7 · B8 · B9 · B10 · B11 · B12 · B13